# اسوتوید

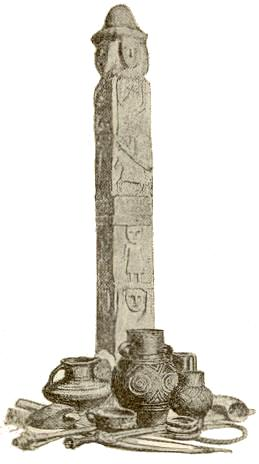
بت «Zbruch»، اغلب گفته شده بیانگر اسوانتویت است.

اسوتوید یا اسوانتویت در اساطیر اسلاو ایزد چهار سر جنگ، باروری و وفور است. اسوانتویت ایزد اصلی اسلاوهای بالتی به شمار می‌رفت و فرقه او به شدت با قلعه آرکونا، واقع در جزیره روگن مرتبط بود که زمانی سرزمین مقدس اسلاوها در نظر گرفته می‌شد. چهار سر اسوانتویت به عنوان چهار ستون جهان به شمار می‌رود که هر یک نظاره‌گر نقطه‌ای جداگانه هستند. هر یک از چهره‌ها دارای رنگ مختص به خود می‌باشند. چهره شمالی به رنگ سفید (مرتبط با بلاروس و دریای سفید)، چهره غربی قرمز (روتینیای قرمز)، جنوبی سیاه رنگ (به واسطه دریای سیاه) و چهره شرقی سبز رنگ (اوکراین سبز) بود. نمادهای مرتبط با او شمشیر، افسار، زین و اسبی سفید هستند.
اسوانتویت دارای چندین معبد بزرگ بود که هر کدام از آن‌ها توسط صدها مرد نگهبانی می‌شد. او همیشه شمشیرش (برخی مواقع کمان) را با خود حمل می‌کرد و در دست دیگرش جامی ساخته شده از شاخ داشت. او همچنین اسب سفیدی داشت که از آن برای طالع‌بینی استفاده می‌کرد و آن را در معبدش نگاه می‌داشت که بوسیلهٔ کشیش‌ها مراقبت می‌شد. پیروزی در نبردها، سفر بازرگانان و برداشت موفق محصول، همه و همه وابسته به اسوانتویت بود.